# Ptolemaeus van Mauretania
Ptolemaeus van Mauretania (Oudgrieks Πτολεμαίος; Caesarea, ca. 5 v.Chr. – Rome, 40 na Chr.) was de laatste koning van het koninkrijk Mauretania.

## Afstamming en familiebanden
Ptolemaeus was de enige zoon van Juba II en Cleopatra Selena II. Via zijn vader stamde hij af van de Numidische koningsdynastie, via zijn moeder van Cleopatra VII en Marcus Antonius. Zijn naam herinnert aan de Egyptische dynastie van de Ptolemaeën. Door de afstamming van Marcus Antonius was Ptolemaeus verbonden met de Julisch-Claudische dynastie. Hij was een volle neef van de beroemde generaal Germanicus en van keizer Claudius en een achterneef van keizer Caligula, Agrippina minor, Valeria Messalina en keizer Nero. Ptolemaeus had twee zusters, Cleopatra en Drusilla.

## Geboorte en jeugd
Ptolemaeus is vermoedelijk geboren in Caesarea, dat sinds het begin van de regering van Juba II de hoofdstad van het koninkrijk Mauretania was. Wanneer hij precies geboren is, kan op basis van de beschikbare historische bronnen niet met zekerheid worden vastgesteld, maar uit het gegeven dat Tacitus in verband met de oorlog tegen Tacfarinas (ca. 20 na Chr.) spreekt over Ptolemaeus' "jeugdige leeftijd", moet zijn geboorte vermoedelijk rond 5 v.Chr. hebben plaatsgevonden. Dit past bij het gegeven dat Ptolemaeus op munten van Juba uit 5 na Chr. wordt afgebeeld als een kind, getooid met een diadeem.
Zoals gebruikelijk was voor prinsen uit Romeinse vazalkoninkrijken groeide Ptolemaeus op in Rome, waar hij een Romeinse opvoeding en opleiding genoot.

## Koning van Mauretania
In 21 na Chr. keerde Ptolemaeus terug naar Mauretania. Juba, die toen al op hoge leeftijd was, benoemde hem tot co-regent over het koninkrijk. Toen Juba in 23 overleed, benoemde keizer Tiberius Ptolemaeus tot zijn opvolger.

### Opstand van Tacfarinas
In die tijd was het koninkrijk Mauretania betrokken bij de oorlog tegen de Numidiër Tacfarinas, die in 17 met enkele Berberstammen de strijd had aangebonden met Mauretania en het Romeinse Rijk. Enkele voormalige huisslaven van Ptolemaeus hadden zich bij de opstand aangesloten. Ptolemaeus slaagde er niet in de oorlog neer te slaan, zodat hij de hulp moest inroepen van Publius Cornelius Dolabella, de gouverneur van Africa. Met zijn hulp werd Tacfarinas in 24 uiteindelijk verslagen. Hoewel Ptolemaeus' verdienste daarbij vermoedelijk te verwaarlozen was, beloonde de Romeinse Senaat hem uit diplomatieke overwegingen met de traditionele eerbewijzen van een ivoren scepter en een toga picta, een rijk versierde koningsmantel.

### Executie
In 40 werd Ptolemaeus door keizer Caligula in Rome geëxecuteerd. Over de reden voor de executie lopen de meningen in de historische bronnen uiteen. Suetonius beweert dat Ptolemaeus door Caligula werd uitgenodigd in Rome en daar met veel eerbetoon werd ontvangen. Toen hij echter tijdens gladiatorgevechten het amphitheater binnenkwam in een schitterende purperen koningsmantel, wekte hij zo'n jaloezie op bij Caligula, dat deze hem ter dood liet brengen en zijn bezittingen confisqueerde. Omdat dit echter een standaard beschuldiging is van oude historici aan het adres van de impopulaire Caligula, en omdat Caligula ten opzichte van ander vazalkoningen (zoals Herodes Agrippa I en Antiochus IV van Commagene) zeer gul was, plaatsen sommige moderne historici vraagtekens bij deze verklaring. Zij gaan ervan uit dat Ptolemaeus betrokken is geweest bij de samenzwering van Caligula's zusters (Ptolemaeus' achternichten) tegen Caligula (ca. 39). Ptolemaeus zou nadat de samenzwering ontdekt was, in Rome zijn ontboden, daar gevangen zijn genomen en geëxecuteerd.
Na Caligula's dood werd een damnatio memoriae over hem uitgesproken.

### Gevolgen voor Mauretania
De executie van Ptolemaeus leidde in Mauretania tot een opstand, aangevoerd door Aedemon, een vrijgelatene van Ptolemaeus. De Romeinse generaals Gaius Suetonius Paulinus en Gnaius Hosidius Geta hadden niet minder dan vier jaar nodig om de opstand neer te slaan. In 44 lijfde keizer Claudius, die Caligula inmiddels was opgevolgd, Mauretania in bij het Romeinse Rijk. Hij verdeelde het gebied in tweeën en maakte er twee Romeinse provinciae van: Mauretania Tingitana en Mauretania Caesariensis.

## Huwelijk en nakomelingen
Ptolemaeus was getrouwd met Julia Urania, die vermoedelijk afkomstig was uit de koninklijke familie van Emesa in Syria. Zij kregen één dochter, Drusilla van Mauretania (geboren rond 38).

## Ptolemaeus in de kunst
De vroege bustes van Ptolemaeus vertonen opvallende gelijkenissen met de bustes van leden van de Julisch-Claudische dynastie, wat erop wijst dat Ptolemaeus zijn verwantschap met de keizersdynastie voor propagandadoeleinden inzette. Na Ptolemaeus' dood werden (de meeste van) de beelden en bustes waarop hij stond afgebeeld verminkt, zoals gebruikelijk na een damnatio memoriae.
In de twintigste eeuw wordt Ptolemaius genoemd in Robert Graves' I, Claudius (1935).